# Antje Sirleschtov
Antje Sirleschtov (* 1963) ist eine deutsche Journalistin. Ab Anfang 2021 war sie zunächst Chefredakteurin und seit Oktober 2023 Herausgeberin von Table Media. Zuvor war sie beim Berliner Tagesspiegel Leiterin des Hauptstadtbüros, der Wirtschaftsredaktion und zuletzt Geschäftsführende Redakteurin.

## Werdegang
Sirleschtov kam 1999 von der Wirtschaftswoche zum Tagesspiegel. Ab 2008 leitete sie dort die politische Hauptstadtredaktion, 2019 wurde sie Geschäftsführende Redakteurin des Tagesspiegel. Anfang 2021 wurde sie Chefredakteurin von Table Media, wo ihre Aufgaben in der Entwicklung neuer publizistischer Angebote und der Kooperation mit dem Tagesspiegel lagen. Seit Oktober 2023 ist sie neben Sebastian Turner Mitherausgeberin von Table Media.
Von 2007 bis 2014 war Sirleschtov Mitglied im Vorstand der Bundespressekonferenz.

## Publikationen
- Antje Sirleschtov: Manfred von Ardenne. In: Monika Zimmermann (Hrsg.): Was macht eigentlich …? 100 DDR-Prominente heute. Ch. Links Berlin 1994, S. 14–16, ISBN 978-3-86153-064-0.
- Antje Sirleschtov: Vom Aufstieg der unersetzlichen Experten-Journalisten. In: Sebastian Turner, Stephan Russ-Mohl (Hrsg.): Deep Journalism. Herbert von Halem Verlag 2023, S. 166–175, ISBN 978-3-86962-660-4.

## Auszeichnungen
- 1994: Ludwig-Erhard-Preis für Wirtschaftspublizistik[8]